# Аполипопротеин A2
Аполипопротеин A2 (АпоА-II, англ. Apolipoprotein A-II, ApoA-II) — аполипопротеин плазмы крови, один из основных белков липопротеинов высокой плотности, носителя «хорошего холестерина».

## Структура и роль
Апо А-2 состоит из двух одинаковых полипептидных цепей. Каждая цепь образована 77 аминокислотными остатками и имеет молекулярную массу 8690 Да. Цепи связаны между собой дисульфидным мостиком в положении 6. С-концевой аминокислотой в полипептидной цепи является пирролидонкарбоновая кислота, а N-концевой — глутамин. Отсутствуют аргинин, гистидин, триптофан; апобелок относительно богат лизином.
Во вторичной структуре апо А-2 приходится 35—40 % на α-спираль, 13 % на β-структуру и около 50 % на неупорядоченную структуру. Делипидация отчетливо уменьшает степень спирализации апобелка. Последующее взаимодействие с липидами (фосфолипидами и эфирами холестерола) восстанавливает α-спирализацию апо А-2.
Апо А-2 выполняет структурную функцию; метаболическая функция этого белка не известна, хотя имеются данные о том, что in vitro апо А-2 ингибирует лецитинхолестеринацилтрансферазу (ЛХАТ) и активирует печёночную триглицеридлипазу.

## Патология
Дефекты гена апоА2 приводят к повышенному уровню холестерина (гиперхолестеринемия).